# Lawrence Stroll
Lawrence Stroll (Montreal, Quebec, Canadá - 11 de julio de 1959), nacido como Lawrence Sheldon Strulovitch, es un inversionista canadiense. Es director del grupo Aston Martin Ltd. (dueño del equipo de Fórmula 1, Aston Martin Cognizant Formula One Team) y posee una colección millonaria de automóviles Ferrari. Estuvo entre las 1000 personas más ricas del mundo en 2018, según Forbes.

## Carrera
Sus primeras inversiones fueron en el mercado de la ropa de diseñador. Se asoció con personalidades como Pierre Cardin, Ralph Lauren, Tommy Hilfiger y Michael Kors.
Stroll es el dueño del circuito de carreras Mont-Tremblant, en Quebec. En agosto de 2018, Stroll, junto a otros inversores, creó el consorcio Racing Point Ltd., para la compra del equipo Force India Formula One Team del Campeonato Mundial de Fórmula 1, que había ingresado en concurso de acreedores. En 2019 finalmente renombraron al equipo como Racing Point F1 Team y sus pilotos fueron Sergio Pérez y Lance Stroll, hijo de Lawrence. A partir de 2021, dicho equipo lleva el nombre Aston Martin F1 Team.
En la lista de la revista Forbes de multimillonarios de 2018, aparece en el número 887 con un patrimonio neto de 2,7 mil millones de dólares.

## Vida personal
Nació en una familia judía en Montreal, Quebec, hijo del emprendedor Leo Strulovitch.
Stroll está casado con Claire-Anne Stroll, que dirige un negocio de moda llamado Callens. Tienen dos hijos: Lance que es piloto de carreras, campeón en Fórmula 4 y Fórmula 3, que tuvo su salto a Fórmula 1 en 2017 y Chloe que es actriz y cantante. Posee residencia en Ginebra (Suiza) y Mustique (San Vicente y las Granadinas).
Además, tiene una gran colección de coches, principalmente de la marca Ferrari. Posee un 250 GTO (considerado el coche más caro del mundo), un 250 Testa Rossa, un 250 GT California Spyder y un LaFerrari, entre otros. También es propietario de un concesionario de la marca italiana en Quebec.